# Tennis Masters Cup 2002
La Tennis Masters Cup 2002 è stata un torneo di tennis giocato sul cemento indoor. 
È stata la 33ª edizione del torneo di singolare di fine anno e parte dell'ATP Tour 2002. 
Si è giocato al Shanghai New International Expo Center di Shanghai in Cina, dal 12 al 17 novembre 2002.

## Campioni

### Singolare
Lleyton Hewitt ha battuto in finale  Juan Carlos Ferrero con il punteggio di 7–5, 7–5, 2–6, 2–6, 6–4